# Mauro Lustrinelli
Mauro Lustrinelli (Bellinzona, Suiza, 26 de febrero de 1976) es un futbolista suizo. Juega de delantero y su actual club es el AC Bellinzona de Suiza.

## Trayectoria
Empezó su carrera como futbolista en 1993 en el Associazione Calcio Bellinzona, un equipo de su ciudad natal. En este equipo permaneció 8 años, hasta 2001, año en que ficha por el FC Wil, club con el que jugó dos temporadas, disputando 79 partidos de liga y marcando 22 goles.
En 2004 ficha por el FC Thun. En sus dos temporadas allí marcó 36 goles.
En 2006 fue cedido al SD Ciudad de Santiago de España ñuego prueba suerte en el fútbol de la checo, fichando por el AC Sparta Praga. No tiene excesivamente suerte (juega 13 partidos de liga y marca 3 goles), aunque gana la Copa de la República Checa. En esa época, el 24 de abril, logró el gol más rápido en la historia de la Gambrinus liga al marcar a los once segundos de iniciarse el partido contra el FK Jablonec 97.
Al finalizar la temporada regresa a su país natal para jugar en el FC Luzern.
En 2008 regresa con su primer club, el AC Bellinzona.

### Selección nacional
Ha sido internacional con la Selección nacional de fútbol de Suiza en once ocasiones. Su debut como internacional fue el 17 de agosto de 2005 en un partido amistoso contra la Selección de Noruega.
Lustrinelli participó con su selección en la Copa Mundial de Fútbol de Alemania de 2006. Disputó dos partidos saliendo como suplente: Togo 0-2 Suiza y Suiza 0-0 Ucrania.

## Clubes
| Club                           | País            | Año       |
| ------------------------------ | --------------- | --------- |
| Associazione Calcio Bellinzona | Suiza           | 1993-2001 |
| FC Wil                         | Suiza           | 2001-2004 |
| FC Thun                        | Suiza           | 2004-2006 |
| SD Ciudad de Santiago          | España          | 2006      |
| AC Sparta Praga                | República Checa | 2006-2007 |
| FC Lucerna                     | Suiza           | 2007-2008 |
| Associazione Calcio Bellinzona | Suiza           | 2008-2010 |
| BSC Young Boys                 | Suiza           | 2010      |
| AC Bellinzona                  | Suiza           | 2010-     |

## Palmarés
- 1 Copa de la República Checa (AC Sparta Praga, 2007)